# یان استالیچ
یان استالیچ (چکی: Jan Stallich؛ ۱۹ مارس ۱۹۰۷ – ۱۴ ژوئن ۱۹۷۳) فیلم‌بردار اهل جمهوری چک بود.

## فیلم‌شناسی
- خلسه (۱۹۳۳)
- بازرس (۱۹۳۳)
- کاراواجو (۱۹۴۱)
- خاطرات دخترمدرسه‌ای (۱۹۴۱)